# 人民党 (蒙古国)
人民党是2005年拉木扎布·贡达赖创建的蒙古国政党。

## 简介
2005年12月11日，拉木扎布·贡达赖创建了自己的政党“人民党”。此前，2000年国家大呼拉尔选举中，贡达赖作为独立候选人在库苏古尔省西北部第45选区当选，随后于同年加入民主党。在他的第一个国家大呼拉尔委员任期内，他同法律部长曾德·尼亚木道尔吉闹翻，因指其涉嫌向外国特工提供秘密文件。此事最后，贡达赖被指控诽谤，贡达赖于2003年8月在飞往首尔的航班上被拘留。
贡达赖于2004年国家大呼拉尔选举中再度当选国家大呼拉尔委员。2005年底，贡达赖组建了自己的政党“人民党”，其组织结构模仿了蒙古帝国的政治结构。在2006年1月蒙古人民革命党领导的政府在争议中成立后，贡达赖被任命为蒙古国健康部部长。当时，蒙古人民革命党向各政党发出邀请，希望组建联合政府。祖国党、人民党、共和党已经表示愿与人革党共同协商，参与组建新政府。蒙古国家大呼拉尔共有76个席位，当时蒙古人民革命党38席，民主党25席，祖国党6席，公民意志－共和党2席，共和党1席，人民党（2005年底从民主党分出）1席，独立人士3席。
2007年1月，因被指人事政策失败、渎职、对国际组织代表行为不当，贡达赖被免去健康部部长职务。2008年4月，贡达赖离开了人民党，重新加入民主党。2008年6月29日，在国家大呼拉尔选举中，贡达赖作为民主党在库苏古尔省的两位候选人之一，成功当选国家大呼拉尔委员。
在2012年国家大呼拉尔选举中，共有11个政党和2个政党联盟参选。最终有3个政党和1个政党联盟获得国家大呼拉尔席位。该党则未参选。